# McLaren MCL33
Chronologie des modèles (2018)
McLaren MCL32 McLaren MCL34
La McLaren MCL33 est la monoplace de Formule 1 engagée par McLaren Racing dans le cadre du championnat du monde de Formule 1 2018. Elle est pilotée par le Belge Stoffel Vandoorne et par l'Espagnol Fernando Alonso. Le pilote-essayeur est le Britannique Lando Norris.

## Création de la monoplace
Conçue par l'ingénieur britannique Tim Goss, la MCL33 est présentée le 23 février 2018 au McLaren Technology Centre de Woking en Angleterre,. 
La voiture marque le début de l'association avec le motoriste français Renault après que l'écurie britannique eut résilié son contrat avec le motoriste japonais Honda après trois saisons en dessous des attentes de l'écurie plusieurs fois championne du monde. 
L'intégration du moteur Renault a constitué le plus grand défi technique de l'écurie car, tout comme le bloc Mercedes, le moteur Honda dispose d'un compresseur à l'avant, la turbine étant placée à l'arrière et le MGU-H au milieu du V alors que sur le moteur Renault (et le bloc Ferrari) le turbocompresseur est installé à l'arrière tandis que le MGU-H est situé plus en avant, à l’intérieur du V. L'arrière du châssis a donc du être entièrement redessiné en raison de cette configuration totalement différente du moteur Renault.

## Résultats en championnat du monde de Formule 1
| Saison | Écurie                 | Moteur                       | Pneus   | Pilotes           | Courses | Courses | Courses | Courses | Courses | Courses | Courses | Courses | Courses | Courses | Courses | Courses | Courses | Courses | Courses | Courses | Courses | Courses | Courses | Courses | Courses | Points inscrits | Classement |
| Saison | Écurie                 | Moteur                       | Pneus   | Pilotes           | 1       | 2       | 3       | 4       | 5       | 6       | 7       | 8       | 9       | 10      | 11      | 12      | 13      | 14      | 15      | 16      | 17      | 18      | 19      | 20      | 21      | Points inscrits | Classement |
| ------ | ---------------------- | ---------------------------- | ------- | ----------------- | ------- | ------- | ------- | ------- | ------- | ------- | ------- | ------- | ------- | ------- | ------- | ------- | ------- | ------- | ------- | ------- | ------- | ------- | ------- | ------- | ------- | --------------- | ---------- |
| 2018   | McLaren Formula 1 Team | Renault V6 turbo R.E.18 1.6L | Pirelli |                   | AUS     | BAH     | CHI     | AZE     | ESP     | MON     | CAN     | FRA     | AUT     | GBR     | ALL     | HON     | BEL     | ITA     | SIN     | RUS     | JAP     | USA     | MEX     | BRE     | ABU     | 62              | 6e         |
| 2018   | McLaren Formula 1 Team | Renault V6 turbo R.E.18 1.6L | Pirelli | Stoffel Vandoorne | 9e      | 8e      | 13e     | 9e      | Abd     | 14e     | 16e     | 12e     | 15e*    | 11e     | 13e     | Abd     | 15e     | 12e     | 12e     | 16e     | 15e     | 11e     | 8e      | 14e     | 14e     | 62              | 6e         |
| 2018   | McLaren Formula 1 Team | Renault V6 turbo R.E.18 1.6L | Pirelli | Fernando Alonso   | 5e      | 7e      | 7e      | 7e      | 8e      | Abd     | Abd     | 16e*    | 8e      | 8e      | 16e     | 8e      | Abd     | Abd     | 7e      | 14e     | 14e     | Abd     | Abd     | 17e     | 11e     | 62              | 6e         |

Légende : ici
- *Le pilote n'a pas terminé la course mais est classé pour avoir parcouru 90% de la distance prévue